# ニーコポリ
ニーコポリ（ウクライナ語: Нікополь）はウクライナのドニプロペトローウシク州ニーコポリ地区にある都市。ドニプロ川の河岸に位置する。都市の高さは海抜51 mである。面積は50 km²。人口は105,160人 (2022年1月1日)。
史料ではコサックの集落「ムィキタの渡し」として1652年から見られる。1782年に市制施行された。
市内ではニーコポリ駅がある。首都キエフまでの直線距離は421 km、鉄道で546 km、車道で512 kmとなっている。州庁所在地までの直線距離は108 km、車道で122 kmとなっている。

## 姉妹都市
- チアトゥラ、グルジア
- コトル、モンテネグロ